# Sílvio José Canuto
Sílvio José Canuto (sinh ngày 17 tháng 1 năm 1977) là một cầu thủ bóng đá người Brasil.

## Sự nghiệp câu lạc bộ
Sílvio José Canuto đã từng chơi cho Vegalta Sendai, Albirex Niigata và Yokohama FC.